# Ветры в древнегреческой мифологии

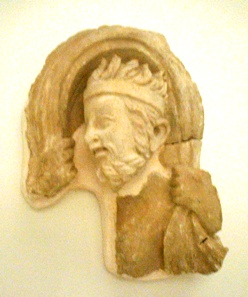
Греко-буддийский фрагмент бога Борея с развевающимся плащом (велификатио) над головой. Хадда, Афганистан

Ве́тры или Ветра́ (др.-греч. Ἄνεμοι) — в древнегреческой мифологии персонификации ветров; дети Астрея и Эос: Борей, Нот и Зефир. У Гесиода упомянуто три ветра, у Гомера к ним добавлен Евр.
В микенских текстах упоминается a-ne-mo-i-je-re-ja «жрица ветров» (богиня?).

## Перечень ветров

### Основные ветры
- Борей — северный.
- Нот[4] — южный. Гесиод называет его «ужасным»[5]. Упомянут в «Илиаде» (II 145) и в «Одиссее» (III 296; XII 325). Ему посвящён LXXXII орфический гимн.
- Зефир — западный.
- Евр (Эвр)[6] — восточный[7]. В «Илиаде» упомянут один раз.

### Другие ветры

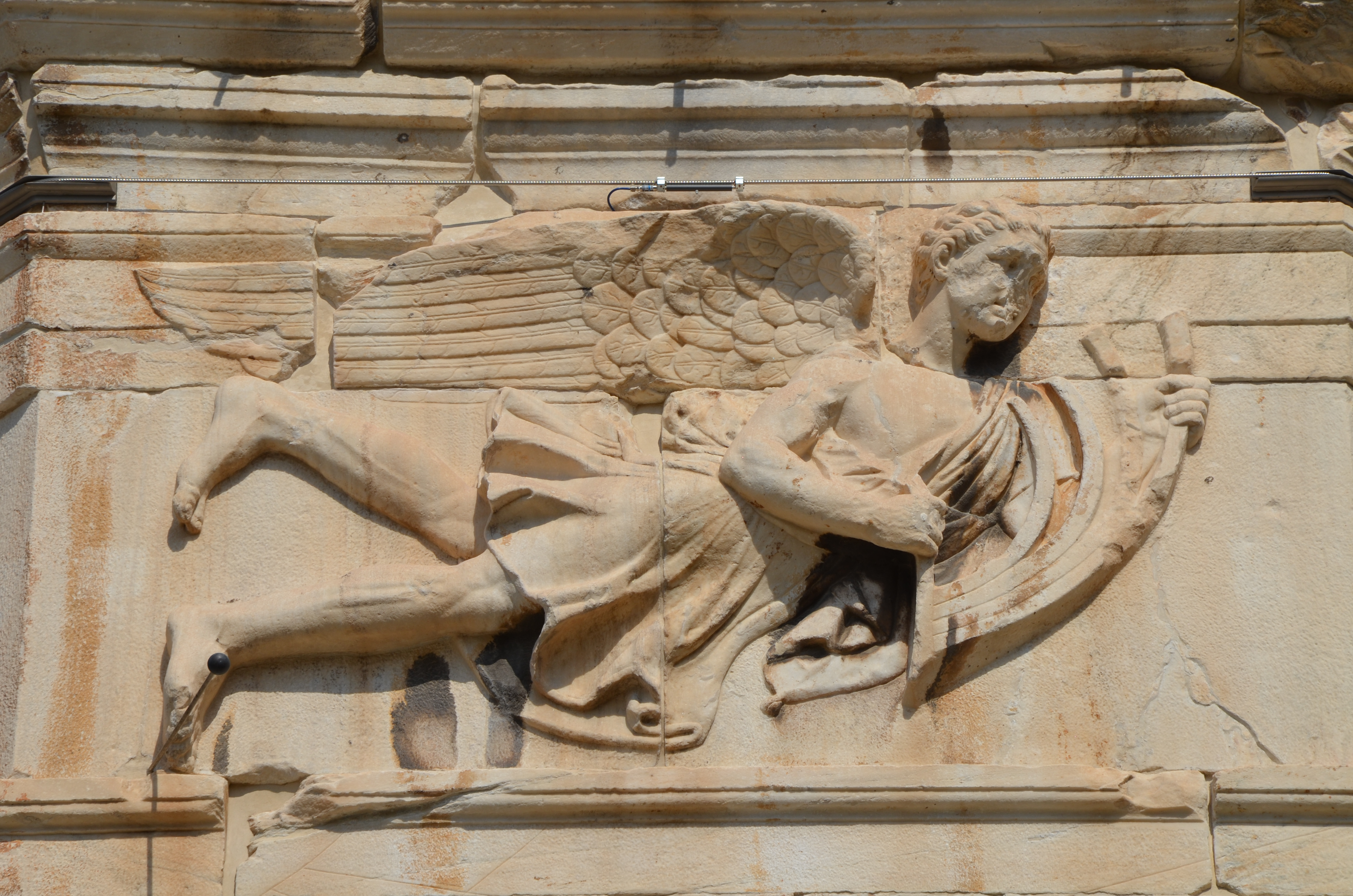
Липс изображён на стороне Башни ветров в Афинах.

Другие ветры у греков и римлян, как правило, не персонифицируются:
- Авра («Ветерок»). В переводе «Струйка»[8] (см. Прокрида).
- Ауры — персонификации лёгких ветров. Их изображения в искусстве[9].
- Апарктиас — один из ветров[10].
- Афелий — ветер, дующий с юго-востока (со стороны зимнего восхода солнца)[11].
- Аргест — ветер, дующий с юго-запада (со стороны зимнего захода солнца)[12].
- Африк (лат. Ветер[13]) соответствует Евру[14][15].
- Иапиг — название северо-западного ветра[16].
- Кекий — ветер, дующий с северо-востока (стороны летнего восхода солнца)[17].
- Фраский (у римлян — Киркий) — название северо-западного ветра[18].
- Либ (Лив) — ветер, дующий с юго-запада (стороны зимнего захода солнца)[19].
- Липс — один из ветров[10].
- Скирон — афинское название северо-восточного ветра Аргеста[20].
- Аквилон — северо-восточный ветер (в Древнем Риме).

## Упоминания в русской литературе
Николай Карамзин в своих «Письмах русского путешественника» (1791—1792) описывает посещение Гринвичского госпиталя, инвалидного дома для бывших моряков:

Все внутренние украшения дома имеют отношение к мореплаванию: у дверей глобусы, в куполе залы компас; здесь Эвр летит с востока и гонит с неба звезду утреннюю; тут Австер, окружённый тучами и молниями, льёт воду; Зефир бросает цветы на землю; Борей, размахивая драконовыми крыльями, сыплет снег и град.
Также Карамзин упоминает Борея в стихотворении «Песнь воинов» сочинённой в 1806 году.